# Apamea nada
Apamea nada là một loài bướm đêm trong họ Noctuidae.